# Verzamelobject
Een verzamelobject, ook collector's item, is een voorwerp in een verzameling, dat zeer gewild is. Meestal zijn verzamelobjecten zeldzaam, doordat er geen grote aantallen geproduceerd zijn of doordat er veel van verloren zijn gegaan. Een verzamelobject heeft vaak een hoge financiële of emotionele waarde voor de verzamelaar.
In de hobbybladen voor verzamelaars wordt uitgebreid stilgestaan bij de zeldzame objecten, de pronkstukken uit de verzameling.

## Grammofoonplaten
Vaak wordt een zeldzame plaat bedoeld, of een persing ervan, de hoes, of het label. Er worden op veilingen hoge prijzen voor geboden, indien de plaat ongeschonden is en het liefst zelfs mint (= nooit afgespeeld) is.
Het Britse maandblad Record Collector beschrijft per artiest of soms thematisch de platen die ooit uitgebracht zijn en hun bijzonderheden en geschatte marktprijs.

## Strips
Heel wat stripalbums zijn in de loop der tijd verzamelobjecten geworden. Het gaat dan vooral over oude eerste drukken van albums.
Oude albums en originele tekeningen van Belgische stripreeksen zoals Kuifje, Nero, Suske en Wiske en De Kiekeboes worden vaak voor veel geld verkocht. Sommige albums of gelimiteerde luxe-uitgaven worden op stripbeurzen, veilingen of websites vaak voor tientallen, honderden of zelfs duizenden euro's per album verkocht.
In Nederland zijn met name de strips van Marten Toonder bekende verzamelobjecten. Het overgrote deel van zijn uitgegeven boeken is al zeer lang uitverkocht en de prijzen zijn in verhouding tot andere strips vaak buitensporig hoog.
Ook andere strips zijn duur, zelfs al zijn ze nog maar kort niet leverbaar.
Het eerste nummer van het weekblad Donald Duck werd in 1952 huis aan huis verspreid en is thans zeer gewild.

## Munten
Nu een aantal landen zijn overgeschakeld op de euro worden de voormalige muntsoorten verzameld. Niet iedereen heeft al zijn oude munten ingeleverd, dus er is veel aanbod. Maar er zijn ook herdenkingsmunten en jaargangen met gelimiteerde oplages.

## Postzegels
Bij postzegels spreekt men eigenlijk niet van een verzamelobject. Postzegels worden vanouds verzameld; er zijn goedkope en dure zegels.

## Geproduceerde verzamelobjecten
Sommige artikelen worden geproduceerd met de bedoeling verzamelobjecten te worden.
Dit verschijnsel doet zich voor bij postzegels - vooral kleine landen hebben daardoor een bron van inkomsten.
Bij speciale gelegenheden worden er munten gemaakt die wel wettig betaalmiddel zijn, maar die niet bedoeld zijn om in omloop te komen.
Van grammofoonplaten verschijnt soms een speciale uitgave, bijvoorbeeld met een afwijkende kleur. Men spreekt dan ook wel van collector's edition. De oplage daarvan is dan meestal veel kleiner dan de oplage van de gewone plaat. Er zijn verzamelaars die de afwijkende plaat kopen om te verzamelen, en de gewone plaat om te beluisteren.

## Digitale objecten
Van een digitaal object in de vorm van een computerbestand dat vrij te downloaden en kopiëren is zijn de exemplaren niet schaars en hebben ze geen commerciële waarde. Als non-fungible token (NFT) op een blockchain wordt het echter iets unieks, en vinden verzamelaars het soms veel geld waard. De theoretische mogelijkheid een kopie van het NFT op dezelfde of een andere blockchain als NFT te presenteren zou niet afdoen aan het uniek zijn van het eerste, alleen dat NFT zou waarschijnlijk gezien worden als het "echte".